# Cordyline casanovae
Cordyline casanovae är en sparrisväxtart som beskrevs av Jean Jules Linden och Éduard-François André. Cordyline casanovae ingår i släktet Cordyline, och familjen sparrisväxter. Inga underarter finns listade i Catalogue of Life.